# Mary Page

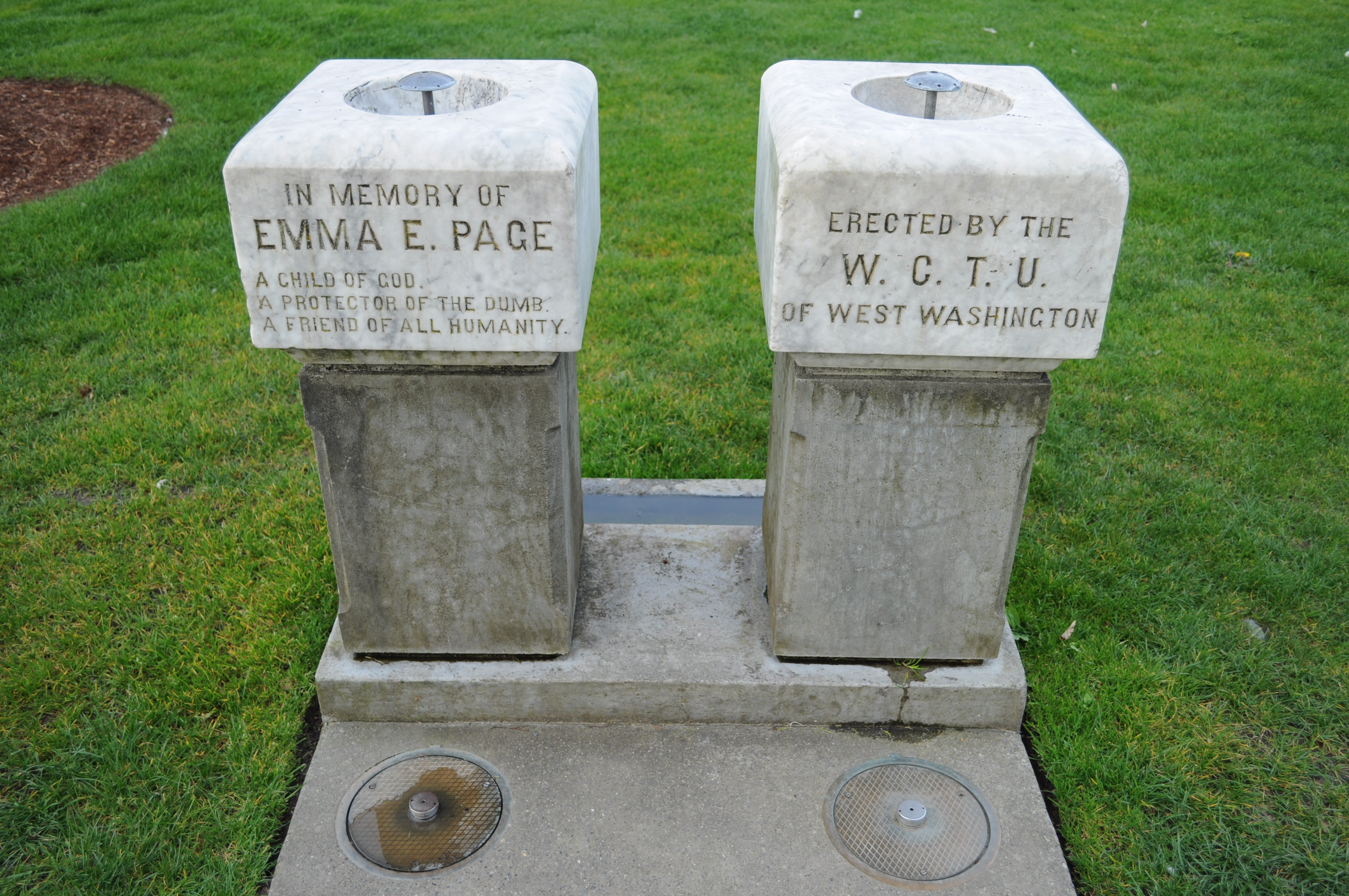
Mary L. Page, fuente en honor a su hermana Emma Page en Olimpia

Mary Louisa Page (27 de enero de 1849-21 de octubre de 1921) fue la primera mujer en obtener un título en arquitectura en los Estados Unidos. En 1878 se graduó de la Universidad de Illinois.
Al año siguiente de su graduación, Margaret Hicks se convirtió en la segunda mujer arquitecta estadounidense, logrando su título en la Universidad Cornell.

## Primeros años y educación
Mary Louisa Page nació en Metamora, Illinois el 27 de enero de 1849. Sus padres fueron el reverendo Andrew Nathaniel Page (1820-1892) y Mary Ann Grove (1820-1908).
Mary L. Page asistió a la Universidad de Illinois de 1874 a 1878, graduándose en arquitectura.

## Trayectoria
En 1892 fue secretaria para la compañía "Capital City Abstract & Title Insurance", liderada por Millard Lemon. En 1905 fue elegida vicepresidenta de la "Woman's Christian Temperance Union Western Washington" conservando su puesto hasta 1909. Se le acredita el diseño de la casa de Samuel & Ira Ward en 137 Sherman St NW en Olimpia, Washington, construida alrededor de 1889 en estilo reina Ana.
En 1912, en Sylvester Park, erigió una fuente en honor a su hermana Emma, ciega, sufragista y defensora de los derechos de los animales.
Page dio clases de arquitectura en reconocidas instituciones del Estado de Washington.
Murió el 21 de octubre de 1921 en Kansas City a raíz de un fallo cardiaco.